# Benedictus Laurentii Sundelius
Benedictus Laurentii Sundelius, född i Sunds socken, död 23 maj 1676 i Östra Ny socken, var en svensk präst.

## Biografi
Benedictus Laurentii Sundelius föddes i Sunds socken. Han studerade vid gymnasiet och prästvigdes till komminister 1646 i Skönberga församling. Sundelius blev 1648 hospitalssyssloman i Söderköping och kyrkoherde i Drothems församling. Han blev 1652 kyrkoherde i Östra Ny församling. Sundelius avled 23 maj 1676 i Östra Ny socken.

### Familj
Sundelius gifte sig första gången med Christina Prytz. Hon var dotter till kyrkoherden Johannes Prytz och Elisabeth Mattsdotter i Söderköping. Christina Prytz hade tidigare varit gift med komministern Eschillus Jonae Gråberus i Söderköping. Sundelius och Prytz fick tillsammans sonen Gabriel Nykiörk.
Sundelius gifte sig andra gången 1676 med Sigrid Simonsdotter (1627–1692). Hon var dotter till kornetten Simon Persson och Elin Larsdotter i Borgs socken.